# Département de Caseros
Le département de Caseros est une des 19 subdivisions de la province de Santa Fe, en Argentine. Son chef-lieu est la ville de Casilda.
Le département a une superficie de 3 449 km2. Sa population s'élevait à 79 096 habitants au recensement de  2001 et à 82 704 en 2007 selon l'estimation de l'IPEC.

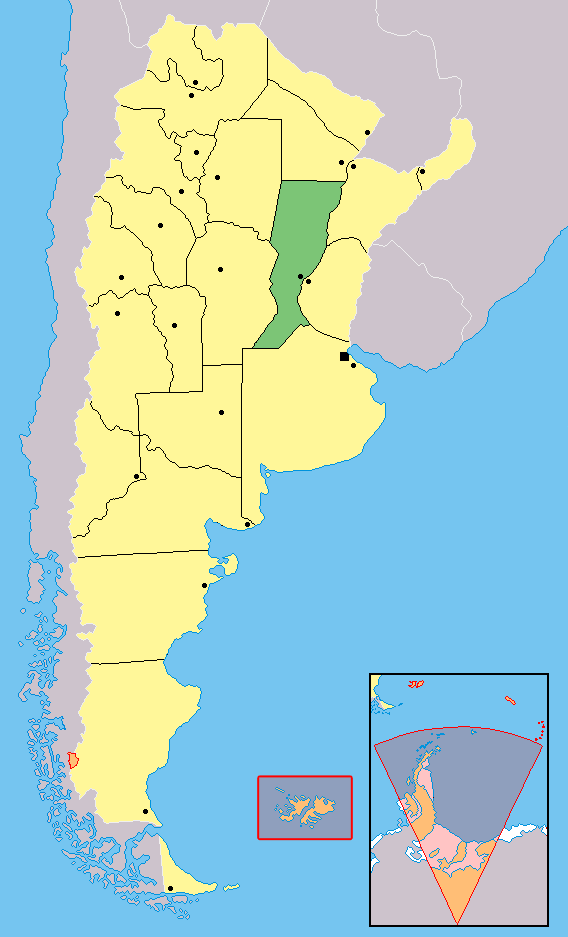
Localisation de la province de Santa Fe en Argentine.